# Comté de Hart (Kentucky)
Pour les articles homonymes, voir Comté de Hart.
Le comté de Hart  (en anglais : Hart County) est un comté de l'État du Kentucky aux États-Unis, fondé en 1819. Son siège se situe à Munfordville et sa plus grande ville est Horse Cave.
Au recensement de 2010, la population était constituée de 18 199 individus. Son nom provient du capitaine Nathaniel G.T. Hart qui se distingua durant la bataille de River Raisin durant la guerre de 1812. Le comté interdit toute vente d'alcool (prohibition ou dry county).

## Géographie
Selon le Bureau du recensement des États-Unis, le comté a une superficie totale de 1 082,4 km2 dont 5,1 km2 d'étendues d'eau.

### Comtés voisins
- Comté de Hardin (nord)
- Comté de LaRue (nord-est)
- Comté de Green (est)
- Comté de Metcalfe (sud-est)
- Comté de Barren (sud)
- Comté d'Edmonson (sud-ouest)
- Comté de Grayson (nord-ouest)

## Démographie
Selon le recensement de 2000, sur les 17 445 habitants du comté, on dénombrait 6 769 ménages et 4 812 familles. La densité de population était de 16 habitants par km2 et la densité d'habitations (8 045 au total) était de 7 habitations par km2. La population était composée de 92,58 % de blancs, de 6,20 %  d'afro-américains, de 0,22 % d'amérindiens et de 0,11 % d'asiatiques.
32,60 % des ménages avaient des enfants de moins de 18 ans, 56,8 % étaient des couples mariés. 25,7 % de la population avait moins de 18 ans, 8,6 % entre 18 et 24 ans, 28,2 % entre 25 et 44 ans, 23,5 % entre 45 et 64 ans et 13,9 % au-dessus de 65 ans. L'âge moyen était de 37 ans alors que la proportion de femmes était de 100 pour 96,9 hommes.
Le revenu moyen d'un ménage était de 25 378 dollars.

## Parc national de Mammoth Cave
L'accueil des visiteurs et l'entrée des grottes du parc national de Mammoth Cave se situent à l'ouest du comté. La plupart des autres zones du parc se situent dans d'autres comtés mais ces zones sont beaucoup moins fréquentées.